# Riera d'en Marcel·lí
La riera d'en Marcel·lí, que també se l'havia anomenat torrent de la Genissa i torrent d'Iglesias, era un curs d'aigua al barri de la Clota de Barcelona, que es formava en trobar-se els torrents de Montbau, de Generet i d'en Duran, prop d'on hi havia hagut la font d'en Marcel·lí i la planta embotelladora Manantiales Montalt, que feia servir l'aigua de la font, que amb la remodelació per als Jocs Olímpics es va soterrar, quedant actualment sota l'escultura els mistos, a l'avinguda del Cardenal Vidal i Barraquer. El nom rememora a Marcel·lí Oliva Yglesias, carreter de la Clota, de can Marcel·lí, que està allà mateix i la família encara hi viu.
La riera transcorria per l'actual carrer Riera de Marcel·lí, fins a la plaça de l'Estatut, on s'unia als torrents de la conca d'Horta, per una mica més avall, al carrer de Lisboa, trobar-se amb el torrent de la Clota, i formar l'inici de la riera d'Horta.